# 白河りり
白河 りり（しらかわ りり、3月31日 - ）は、宝塚歌劇団月組に所属する娘役。
大阪府東大阪市、関西大学北陽中学校出身。身長163cm。愛称は「りんりん」、「りり」。

## 来歴
2015年、宝塚音楽学校入学。
2017年、音楽学校卒業後、宝塚歌劇団に103期生として入団。入団時の成績は19番。雪組公演「幕末太陽傳／Dramatic “S”!」で初舞台。その後、月組に配属。
2019年の「I AM FROM AUSTRIA」で新人公演初ヒロイン。
2023年のショー「Deep Sea」で役替わりでエトワールを務める。
2024年の「Golden Dead Schiele」でバウホール公演初ヒロイン。

## 人物
小さい頃から歌うことが好きで、いつか舞台に立って歌いたいと夢見てきた。
宝塚歌劇の存在を知ったのは、阪急電車で通学していた中学生の頃。月組公演「ベルサイユのばら」のポスターが駅に貼ってあるのを見て、その美しさに惹きつけられ、大劇場公演を立ち見で観劇。今まで観たことのない華やかな舞台に釘付けになり、音楽学校受験を決意した。

## 主な舞台

### 初舞台
- 2017年4 - 5月、雪組『幕末太陽傳（ばくまつたいようでん）』『Dramatic “S”!』（宝塚大劇場のみ）

### 月組時代
- 2017年7 - 10月、『All for One』
- 2018年2 - 5月、『カンパニー-努力（レッスン）、情熱（パッション）、そして仲間たち（カンパニー）-』『BADDY（バッディ）-悪党（ヤツ）は月からやって来る-』
- 2018年6 - 7月、『雨に唄えば』（TBS赤坂ACTシアター） - 少年時代のドン／街の女[3]
- 2018年8 - 11月、『エリザベート-愛と死の輪舞（ロンド）-』 - 侍女、新人公演：女官[3]
- 2019年1月、『Anna Karenina（アンナ・カレーニナ）』（宝塚バウホール） - ソローキン嬢／裸足のアンナ[3]
- 2019年3 - 6月、『夢現無双』 - 宮本村の少年／キリシタンの女、新人公演：朱実（本役：叶羽時）『クルンテープ 天使の都』[3]
- 2019年7 - 8月、『ON THE TOWN（オン・ザ・タウン）』（梅田芸術劇場） - ダイヤモンド・エディーズ・ガール[3]
- 2019年10 - 12月、『I AM FROM AUSTRIA-故郷（ふるさと）は甘き調（しら）べ-』 - 新人公演：エマ・カーター（本役：美園さくら） 新人公演初ヒロイン[4][3]
- 2020年2月、『赤と黒』（御園座） - スタニスラス／テリエ夫人 初エトワール
- 2020年9 - 2021年1月、『WELCOME TO TAKARAZUKA-雪と月と花と-』『ピガール狂騒曲』 - モーム[注釈 2]
- 2021年3月、『幽霊刑事（デカ）〜サヨナラする、その前に〜』（宝塚バウホール） - 天乃愛 エトワール
- 2021年5 - 8月、『桜嵐記（おうらんき）』 - 楠木正行（少年）、新人公演：中宮顕子／光明天皇（本役：天紫珠李）『Dream Chaser』
- 2021年10 - 11月、『川霧の橋』 - お民『Dream Chaser-新たな夢へ-』（博多座）
- 2022年1月、『今夜、ロマンス劇場で』 - 栄子／若尾菜々／代役：淡路千景（妖怪の歌姫）（本役：きよら羽龍）、新人公演：萩京子（本役：白雪さち花）『FULL SWING!』（宝塚大劇場） トリプルエトワール
- 2022年2 - 3月、『今夜、ロマンス劇場で』 - 栄子／若尾菜々／淡路千景（妖怪の歌姫）、新人公演：萩京子（本役：白雪さち花）『FULL SWING!』（東京宝塚劇場）
- 2022年5月、『Rain on Neptune』（舞浜アンフィシアター） - サファイア
- 2022年7 - 8月、『グレート・ギャツビー』（宝塚大劇場） - キャサリン
- 2022年9 - 10月、『グレート・ギャツビー』（東京宝塚劇場） - キャサリン、新人公演：マートル・ウィルソン（本役：天紫珠李）
- 2022年11 - 12月、『ブラック・ジャック 危険な賭け』 - ヨランダ『FULL SWING!』（全国ツアー） トリプルエトワール
- 2023年2 - 4月、『応天の門』 - ヨリ／手古、新人公演：桂木（本役：梨花ますみ）『Deep Sea-海神たちのカルナバル-』 エトワール[注釈 1][5]
- 2023年6月、『DEATH TAKES A HOLIDAY』（東急シアターオーブ） - アリス・ランベルティ
- 2023年8 - 9月、『フリューゲル-君がくれた翼-』 - リン・マイヤー、新人公演：エミリア・ハインリッヒ（本役：白雪さち花）『万華鏡百景色（ばんかきょうひゃくげしき）』（宝塚大劇場）
- 2023年10 - 11月、『フリューゲル-君がくれた翼-』 - リン・マイヤー『万華鏡百景色（ばんかきょうひゃくげしき）』（東京宝塚劇場）[注釈 3]
- 2024年1 - 2月、『Golden Dead Schiele』（宝塚バウホール） - ヴァリ・ノイツェル バウ初ヒロイン[6][7]
- 2024年3 - 7月、『Eternal Voice 消え残る想い』 - メアリー・スチュアート『Grande TAKARAZUKA 110!』
- 2024年8 - 9月、『琥珀色の雨にぬれて』 - フランソワーズ・ドゥ・プレール『Grande TAKARAZUKA 110!』（全国ツアー）[8]
- 2024年11 - 2025年3月、『ゴールデン・リバティ』 - エリザベス『PHOENIX RISING（フェニックス・ライジング）』エトワール[9]
- 2025年5月、『Twinkle Moon』（宝塚バウホール）[10]
- 2025年10 - 11月、『GUYS AND DOLLS』（東京宝塚劇場公演）[注釈 4] - ハバナの女A／ハイソサエティの女

## 出演イベント
- 2018年12月、タカラヅカスペシャル2018『Say! Hey! Show Up!!』[注釈 5]